# كوري رودجرز
كوري رودجرز (بالإنجليزية: Cory Rodgers)‏ هو لاعب كرة قدم أمريكية ولاعب كرة قدم كندية أمريكي، ولد في 22 مارس 1983 في هيوستن في الولايات المتحدة.